# Poul Poulsen Nolsøe

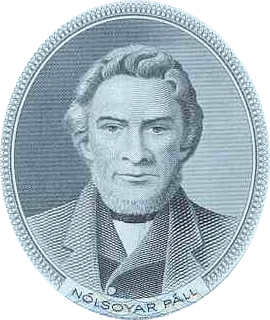
Nólsoyar Páll, von einem alten 50-Kronen-Schein der Färöer. Die Vorlage stammt von Christian Aigens, der für Jakob Jakobsens Nólsoyar Páll-Biographie (1912) anhand eines Fotos der Tochter Sigga Sofía (1802–1869) ein zur nationalromantischen Heldenerzählung passendes Porträt des Vaters schuf. Von Nólsoyar Páll gibt es kein authentisches Bild.

Poul Poulsen Nolsøe, genannt Nólsoyar Páll (* 11. Oktober 1766 auf Nólsoy; † 1809 vor Sumba (Färöer)) ist ein Nationalheld der Färöer.
Nólsoyar Páll war ein färöischer Seemann, Händler und Dichter. Er baute 1804 in Vágur mit dem Schoner Royndin Fríða (wörtlich: schöner Versuch) das erste, für Atlantikfahrten geeignete, eigene färöische Schiff seit dem Mittelalter. Mit diesem Schiff ging er der Überlieferung zufolge 1809 bei dem Versuch unter, seine Landsleute mit britischem Getreide vor einer Hungersnot zu bewahren.
Seine Ballade der Vögel, Fuglakvæði, von 1805 ist fester Bestandteil des färöischen Nationalverständnisses. Sie kodiert seinen unerbittlichen Widerstand gegen den Königlich Dänischen Monopolhandel in Form von Metaphern.

## Leben
Poul Poulsen wurde im Oktober 1766 als viertes Kind der Familie seines Vaters Poul Joensen (1724–1786; daher Poulsen = Pouls Sohn) und Susanne Djonedatter auf Nólsoy geboren. Als genaues Datum wird der 11. Oktober angenommen. Seine Familie stammte von der nördlich gelegenen Insel Eysturoy. Er hatte sechs Geschwister, fünf davon Brüder.
Gemäß ihrem Geburtsort erhielten sie den Beinamen Nolsøe, was damals die dänische Schreibweise für Nólsoy war (daher Nólsoyar Páll = Paul von Nólsoy oder Nólsoy-Paul). Drei der Brüder – Poul, Johannes und Jacob (1775–1869) lernten schnell lesen und wurden dabei persönlich vom jungen Landvogt Wenzel Hammershaimb (1755–1822) gefördert, der ihnen Bücher auslieh. Wenzel Hammershaimbs Enkel V. U. Hammershaimb begründete später (1846) die färöische Schriftsprache.
Die Gebrüder Nolsøe wuchsen auf in der Blütezeit der Gesellschaft Rybergs Handel, die das Königlich Dänische Handelsmonopol innehielt. Die färöische Hauptstadt Tórshavn, eine Seemeile von Nólsoy entfernt, war damals schon von Handwerkern und Seefahrern bevölkert, viele von ihnen Ausländer.
Johannes studierte autodidaktisch Medizin. Es wird erzählt, dass er dafür ein altes Buch zur Verfügung hatte und einen leitenden Mitarbeiter bei Rybergs Handel namens Rosenmeyer befragen konnte. Jacob machte eine kaufmännische Lehre und wurde als der Gebildetste der drei geschildert. Er soll ein ausgezeichneter Navigator gewesen sein. Er wurde Kontorist von Rybergs Handel und stieg schnell zu deren Geschäftsführer auf.
Poul Poulsens Wunsch war es, Seemann zu werden. Auch er lernte Navigation und wurde Kaufmann bei Rybergs Handel. Nach dem Tode seines Vaters (der sich dagegen wehrte, dass sein Sohn zur See fahren wollte) fuhr er für Rybergs Handel über die Meere. 1793 soll er in Paris und Marseille gewesen sein. Auch wird mündlich überliefert, dass er unter französischer und englischer Flagge segelte, bis er dann Kapitän für eine US-amerikanische Handelsgesellschaft wurde. Als gesichert gilt, dass er die USA, Westindien, England, Frankreich, Portugal, Norwegen, Dänemark und weitere Länder ansteuerte und in Kontakt mit der Dichtkunst des großen schottischen Lyrikers Robert Burns (1759–1796) kam.
1798 findet sich seine Spur in Kopenhagen, wo er im selben Jahr eine Frau von seiner Heimatinsel Nólsoy heiratete. Nach einer Zeit in Kopenhagen kehrte er 1800 auf die Färöer zurück. Wenig später starb seine Frau; 1801 heiratete er erneut, diesmal die Tochter eines wohlhabenden Großbauern von Borðoy aus der Nähe Klaksvíks. Sein Schwiegervater gab ihm Land mit einer Markatal von 7, und es wird erzählt, dass Nólsoyar Páll schnell als der tüchtigste Bauer der Färöer galt. Für seine Leistungen in der Landwirtschaft wurde er von der Königlichen Agrargesellschaft mit einer Silbermedaille ausgezeichnet.
Sein Augenmerk galt auch dem Schiffbau. Als erfahrener Seemann erkannte er die Nachteile der bisherigen typisch färöischen Bootskonstruktionen. Ihm kam zugute, dass seine Heimatinsel Nólsoy über eine alte Bootsbautradition verfügte und er das Handwerk beherrschte. Er verlängerte den Kiel und machte den Steven steiler. So konnte das Boot den Kurs in den starken Strömungen der färöischen Fahrwasser besser halten. Das quadratische Rahsegel ersetzte er durch ein Lateinersegel. Damit konnte das Boot höher am Wind fahren. Das Kreuzen wurde vereinfacht. Kurze Zeit später wurden alle Boote auf den Färöern auf diese Art gebaut. Seine entscheidende Verbesserung des Spinnrades konnte sich dagegen nicht durchsetzen.
Im Hinterkopf hatte Nólsoyar Páll aber etwas viel weiter Gehendes: Nicht weniger als den Kampf für den Freihandel und die Abschaffung des Kgl. Dänischen Handelsmonopols. Seine Bootskonstruktionen waren nicht nur als Verbesserung der lokalen Verkehrswege gedacht, sondern zielten auf die Unabhängigkeit seiner Heimat. Aber dieses Streben erschien vielen seiner Landsleute als abstrakt, zumal es in den Bereich des Steuerrechts spielte.

## Die Ballade der Vögel
In dem Lied Fuglakvæði besang Nólsoyar Páll den Austernfischer (Tjaldur ['tschaldur]), der seitdem das Symbol des färöischen Unabhängigkeitsstrebens ist.
| Fuglurin í fjøruni við sínum nevi reyða mangt eitt djór og høviskan fugl hevur hann greitt frá deyða, Fuglurin í fjøruni. Deutsche Übersetzung: Der Vogel an der Küste mit seinem Schnabel rot manch ein Tier und edlen Vogel hat er bewahrt vorm Tod, der Vogel an der Küste. |

In Wirklichkeit war dies ein Widerstandslied gegen den Königlich Dänischen Monopolhandel (von ca. 1620 bis zum 1. Januar 1856) und den dänischen Kolonialismus. In der allegorischen Sprache der Ballade ist der Austernfischer Nólsoyar Páll selber.

## Nolsoy-Pauls Heimfahrt
Der färöische Dichter J.H.O. Djurhuus schrieb in seiner national-romantischen Phase ein Gedicht über Nólsoyar Páll mit dem Titel Heimferð Nólsoyar Páls und die Umstände seines Todes, die unter seinen zahlreichen färöischen Verehrern noch heute als Teil einer Verschwörung angesehen werden. Nólsoyar Páll benutzte in seiner Ballade der Vögel verschiedene Symbole. Der Austernfischer ist der Held, und die Raben sind die dänischen Herren. Djurhuus greift diese Sprache auf und stellt mit der nordischen Göttin Rán ein Symbol für chaotische Mächte in diesen Kampf.
| Heimferð Nólsoyar Páls Ravnagorr yvir Beinisvørð, skýdráttur, náttsól hálv – Royndin hin Fríða mót heimastrond í brotasjógvi og gjálv. Kappar fróir á bunkanum, kátastur Nólsoyar Pól: Dansur og skemtan í annaðkvøld, ástarleikur og ból. Vreið kom Rán, klædd í glaðustrok, so mjøllhvít og mikil sjón: komin á fund tín, Nólsoyar Pól, eg krevji títt bretska grón. Komin á fund tín, Nólsoyar Pól, eg bjóði tær heim í nátt, nú lystir mær og mínum døtrum at hoyra tín Fruntatátt. Ræddist ei reysti Nólsoyar Pól, Rán fekk frá skaldinum tøkk, – gotrini sungu heljarljóð og Royndin hin Fríða søkk. – --- Dagur kom aftan á níðingsdáð, – sorg var í tjaldra fjøld – ravnar rýmdu frá Beinisvørð, tá ið helvt var gingin av øld. Dagur kom aftan á níðingsdáð, Beinisvørður í sól – frítt stóð fjallið í grønum stakki: Rún um Nólsoyar Pól. --- Traðkast og trælkast Føroyingar, – fýrføttir fjakka um fjøll – Fuglakvæðið tá Nólsoyar Pól flytur í Ránar høll. Traðkast og trælkast Føroyingar, – missa mæli og mál – muna skal annar Nólsoyar Pól mikil í brynju og stál. Deutsche Übersetzung: Nólsoy-Pauls Heimfahrt Raben krächzen überm Beiniskliff, Wolkendrift im Halbmondlicht – Royndin Fríða ist ein stolzes Schiff, bei Wellengang und Brandungsgischt. Die Männer sehen die Küste wieder, Nólsoy-Paul ist hocherfreut: "Morgen abend gibt es Tanz und Lieder, Liebesspiel und die Geborgenheit." Rán erscheint voll Zorn im Wind, weiß gewandet in Wogen und Regen: "Nólsoy-Paul, gut dass ich dich find, dein britisch Korn will ich dir nehmen." "Nólsoy-Paul, gut dass ich dich find, ich lad dich zu mir ein heut nacht, ganz gespannt auch meine Töchter sind, auf deine Lieder, die du mitgebracht" Nólsoy-Paul fügt sich dem Geschick, und Rán bekommt vom Dichter Dank, – die Kanons singen ihre Höllenmusik als Royndin Fríða sank. --- Der Tag bricht an nach dieser Niedertracht, – Austernfischer tragen Trauer – Raben haben am Beiniskliff verbracht für über fünfzig Jahre Dauer. Der Tag bricht an nach dieser Niedertracht, am Beiniskliff könnt man sich sonnen, frei stehn die Berge in grüner Pracht, Nólsoy-Paul wird wohl nicht wieder kommen. --- Färinger gedrückt und schwer beladen – auf allen Viern am Berg und stöhnen – Nolsoy-Paul besingt Vögel in Balladen für Rán in ihren Unterwasser-Höhlen. Färinger gedrückt und schwer beladen – Stimme und Sprach man ihnen stahl – auf einen zweiten Nólsoy-Paul wir warten bewaffnet und aus Stahl. |